# Rhabdophloeus horni
Rhabdophloeus horni är en skalbaggsart som först beskrevs av Thomas Casey 1884.  Rhabdophloeus horni ingår i släktet Rhabdophloeus och familjen ritsplattbaggar. Inga underarter finns listade i Catalogue of Life.